# Flughaut

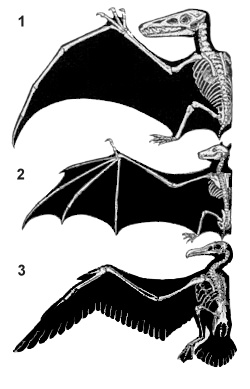
Der Flügel der ausgestorbenen Flugsaurier (1) und dem der Fledertiere (2) wird von einer Membran gebildet. Er ist funktional analog zum Vogelflügel (3), der aus Federn besteht.

Als Flughaut (Patagium), auch Flug- oder Gleitmembran wird eine als Tragfläche dienende Haut (mit oder ohne Stützkonstruktionen) bei Wirbeltieren bezeichnet.
Flughäute wurden in allen fünf Wirbeltierklassen entwickelt, aber nur in zwei Klassen entstanden echte Membranflieger, die zum aktiven Schlagflug befähigt waren: bei den Säugetieren die Fledertiere (Chiroptera) und, in erdgeschichtlicher Vergangenheit, bei den Reptilien die Flugsaurier (Pterosauria). Bei den übrigen rezenten und fossilen Arten dient die Membran dem passiven Gleit- oder Fallschirmflug, zum verlängerten Sprung von Baum zu Baum oder vom Baum auf den Boden, der oft durch flatternde Bewegung unterstützt wird. Diese Arten können Richtung, Höhe und Dauer des Fluges nicht aktiv bestimmen.
Die Strukturen, aus denen Flughäute gebildet wurden, und deren Lage am Körper sind je nach Art unterschiedlich.

## Säugetiere

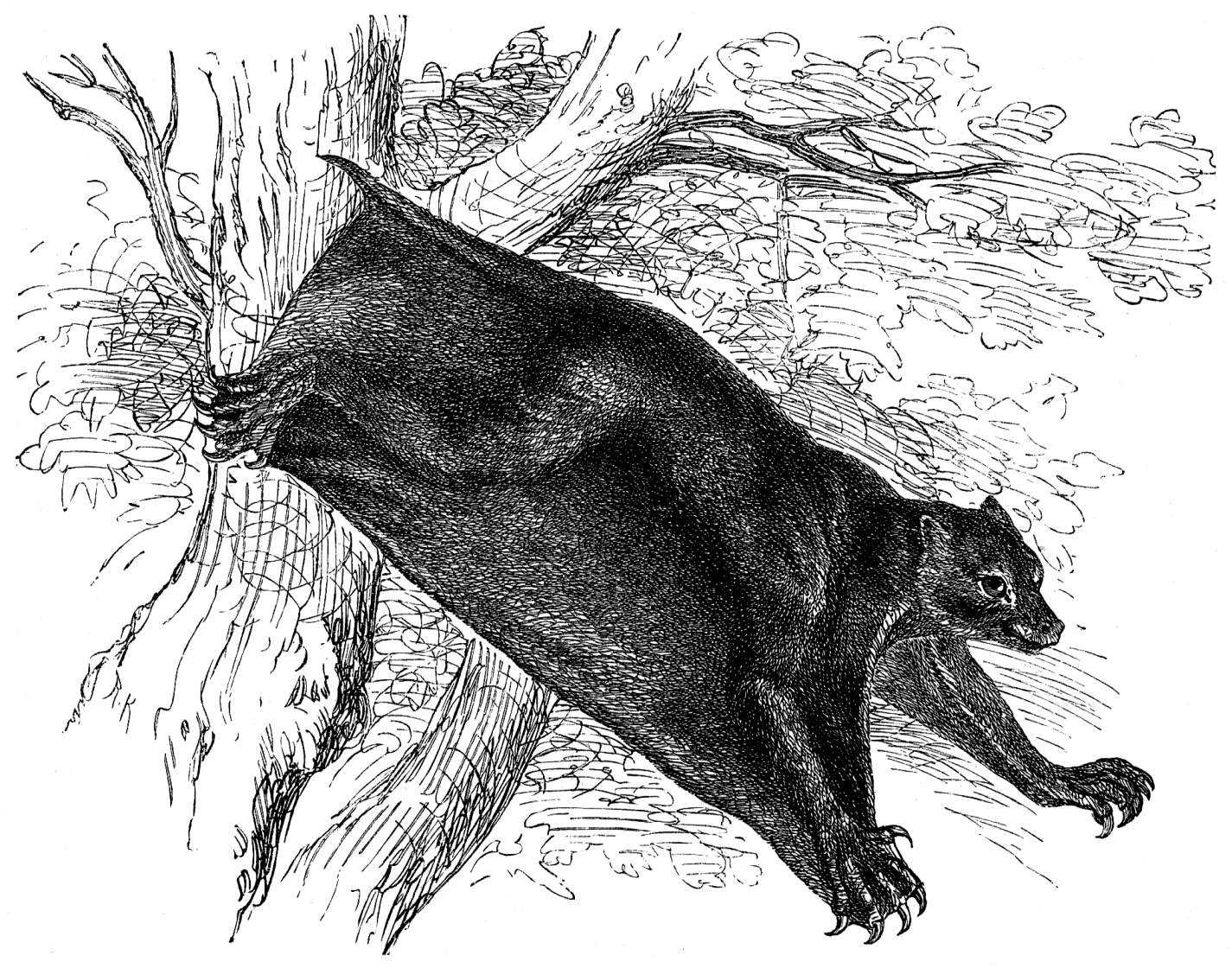
Riesengleiter

Bei Säugetieren unterscheidet man drei Körperbereiche, in denen eine Flughaut ausgebildet sein kann:
- Die Halsflughaut (Propatagium) erstreckt sich zwischen Hals und Vorderextremität.
- Die Arm- oder Flankenflughaut (Plagiopatagium) zieht entlang der Körperseite zwischen Vorder- und Hinterextremität.
- Die Schwanzflughaut (Uropatagium) reicht vom Schwanz zur Hinterextremität.

Diese Abschnitte der Flughaut sind bei Säugetieren wie folgt vorhanden:
- Riesengleiter (Dermoptera): Pro-, Plagio- und Uropatagium
- Gleithörnchen (Pteromyinae): Plagiopatagium; Pro- und Uropatagium sehr klein
- Dornschwanzhörnchen (Anomaluridae): Plagio- und Uropatagium
- Gleitbeutler (Petauridae): behaartes Plagiopatagium

Vor allem bei den Fledertieren (Chiroptera) kommt zum Pro-, Plagio- und Uropatagium ein vierter Körperbereich hinzu: Zwischen ihren stark verlängerten Mittelhand- und Fingerknochen ist ein großer Teil der gesamten Flughaut aufgespannt. Man spricht hier vom Dactylopatagium („Fingerflughaut“) oder Chiropatagium („Handflughaut“). Bei den Riesengleitern ist zwischen den Fingern und Zehen zwar ebenfalls Flughaut vorhanden, bei ihnen macht das Chiropatagium aber nur einen geringen Anteil der gesamten Flughaut aus.
Bei den Flughunden (Yinpterochiroptera) ist das Uropatagium nur ein schmaler Hautstreifen an den Hinterbeinen, weil sie keinen oder nur einen sehr kurzen Schwanz haben.
Flughäute entstanden im Verlauf der Evolution der Säugetiere mindestens acht Mal unabhängig voneinander. So bei Gleithörnchen, Gleitbeutler, Zwerggleitbeutler, Ringbeutler (Pseudocheiridae), Riesengleiter, Dornschwanzhörnchen, den Fledertieren und dem kreidezeitlichen Säugetier Volaticotherium.

## Vögel
Bei Vögeln verspannen Flughäute die verschiedenen Teile des Vogelflügels miteinander, füllen die Freiräume zwischen den Knochen aus und begrenzen den Flügelkern nach vorne und hinten. Am wichtigsten sind die vordere Flughaut, die hintere Flughaut und das große Randligamend zwischen Ellenbogen und Mittelhandknochen.
Durch Schwungfedern wird die Flügelfläche weiter vergrößert. Die Schwungfedern sind die größten Federn am Flügel und werden nach Insertionsort in Handschwingen und Armschwingen unterteilt. Ein bindegewebiges Band hält sie in der richtigen Position. Sie greifen dachziegelartig ineinander.

## Reptilien

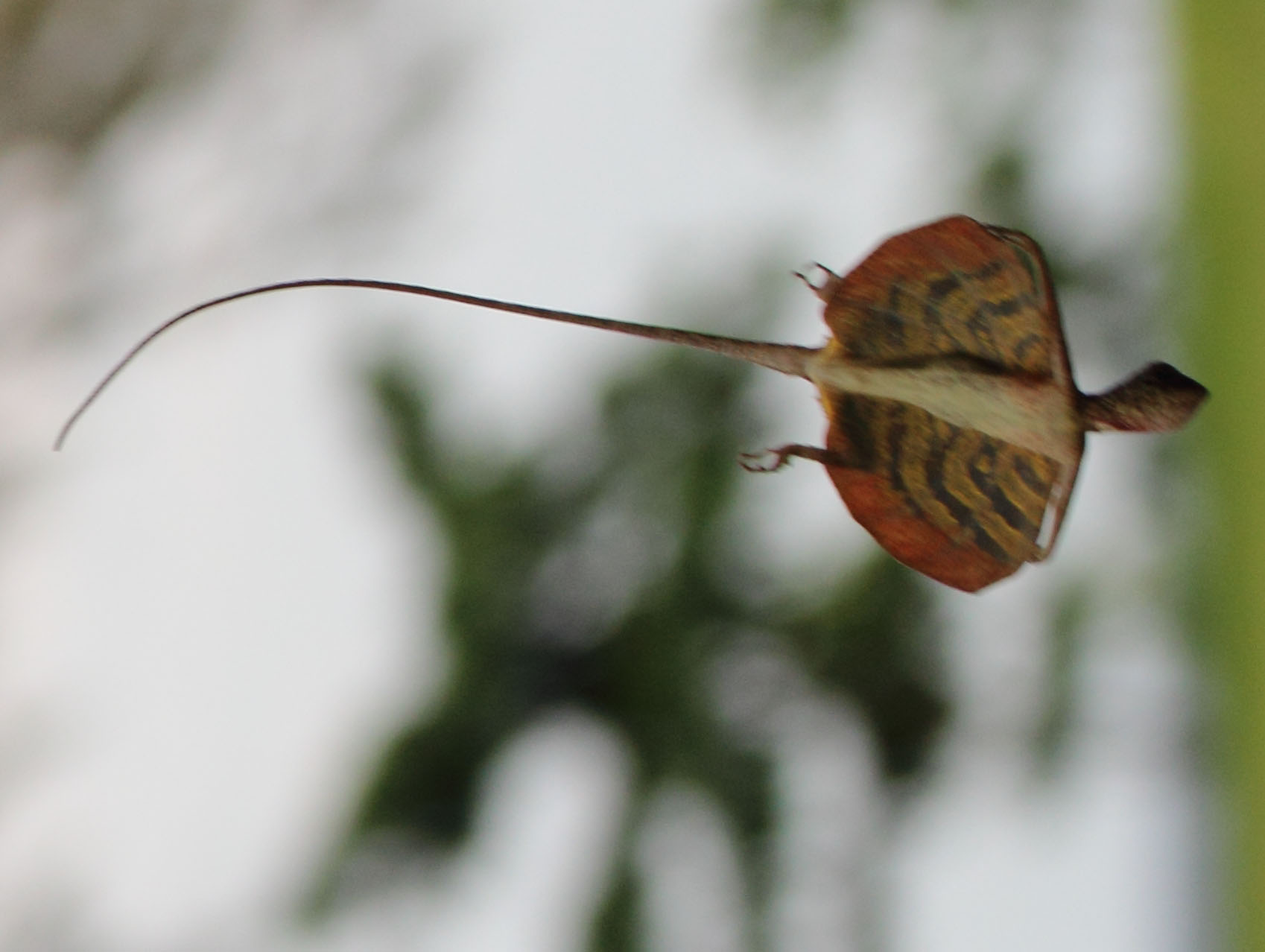
Flugdrache Draco taeniopterus im thailändischen Nationalpark Mu Ko Phetra im Gleitflug

Flugdrachen (Draco; Agamidae) sind Gleitflieger und besitzen seitliche Hautlappen, die mit Hilfe verlängerter Rippen aufgespannt werden, während der Ruhe werden die Flughäute zusammengefaltet. Durch den abgeplatteten Körper werden zudem die aerodynamischen Eigenschaften verbessert, während der Schwanz als Steuerruder dient. Auf diese Weise können sie bis zu acht Meter weit gleiten, in Ausnahmefällen auch deutlich weiter.

## Knochenfische

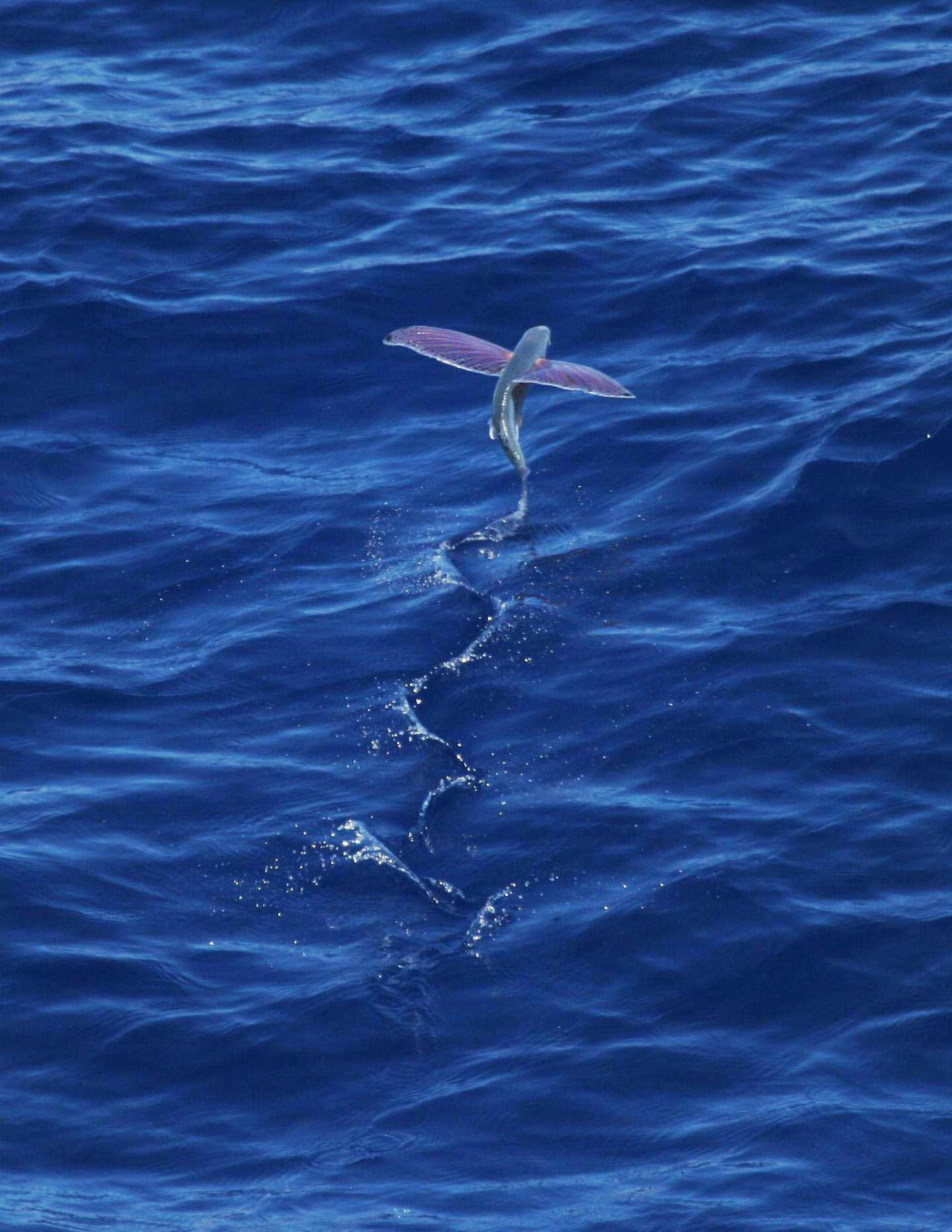
Fliegender Fisch

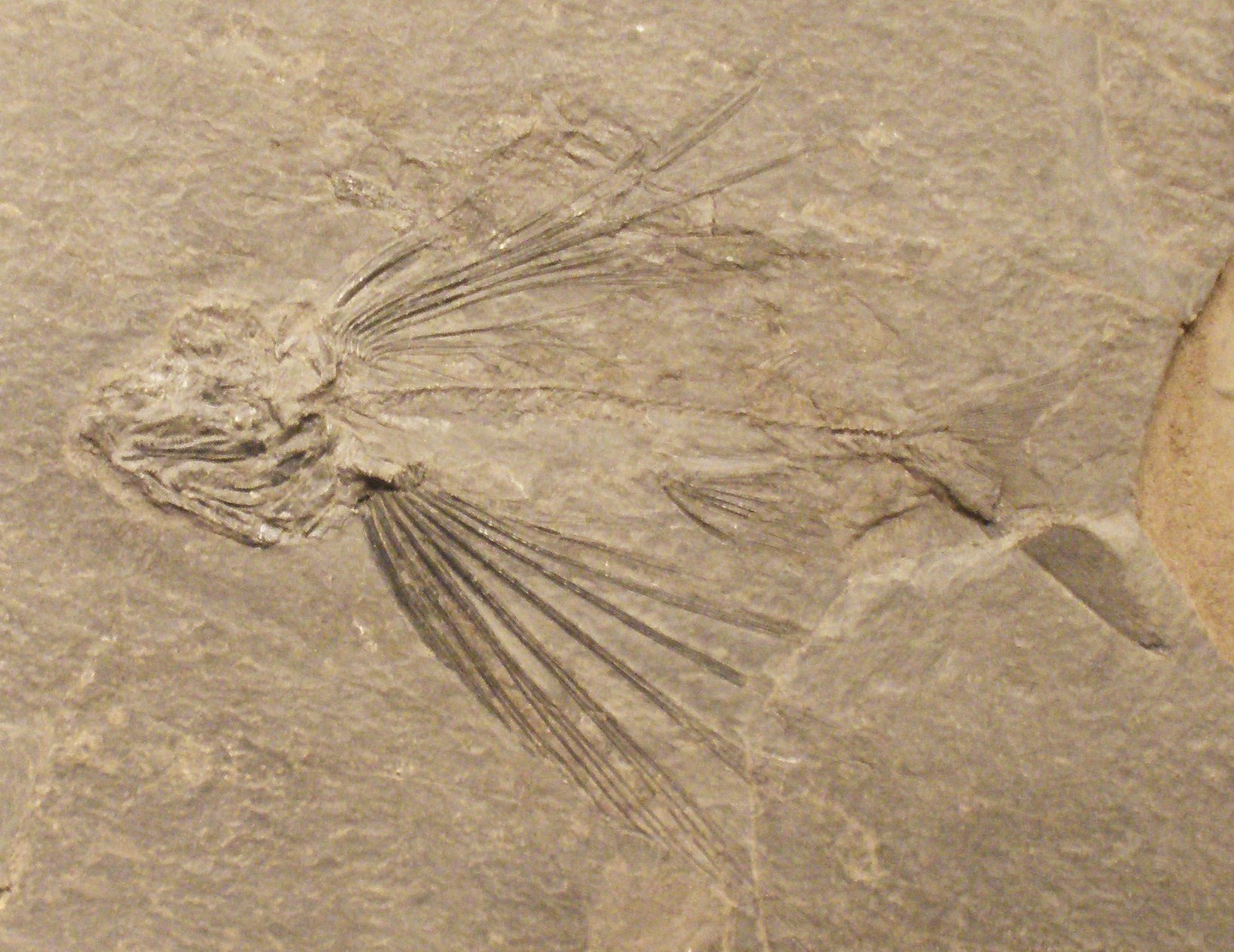
Thoracopterus magnificus

Fliegende Fische (Exocoetidae) schnellen sich durch kurze, rasche Schläge mit der im unteren Teil verlängerten Schwanzflosse aus dem Wasser und segeln mit den großen, flügelartigen spreizbaren Brustflossen meist einen Meter, bei günstigen Aufwinden auch bis fast 10 Meter hoch über die Wasseroberfläche. Schon vor über 200 Millionen Jahren lebten in der Palaeotethys, im Raum des heutigen Mittelmeers und der Alpen, die Thoracopteridae eine Familie gleitfähiger Knochenfische und die ältesten bekannten gleitfähigen Fische. In den Fossilienfunden sind die stark verbreiterten Brustflossen und der verlängerte Unterteil der Schwanzflosse deutlich zu erkennen.

## Amphibien

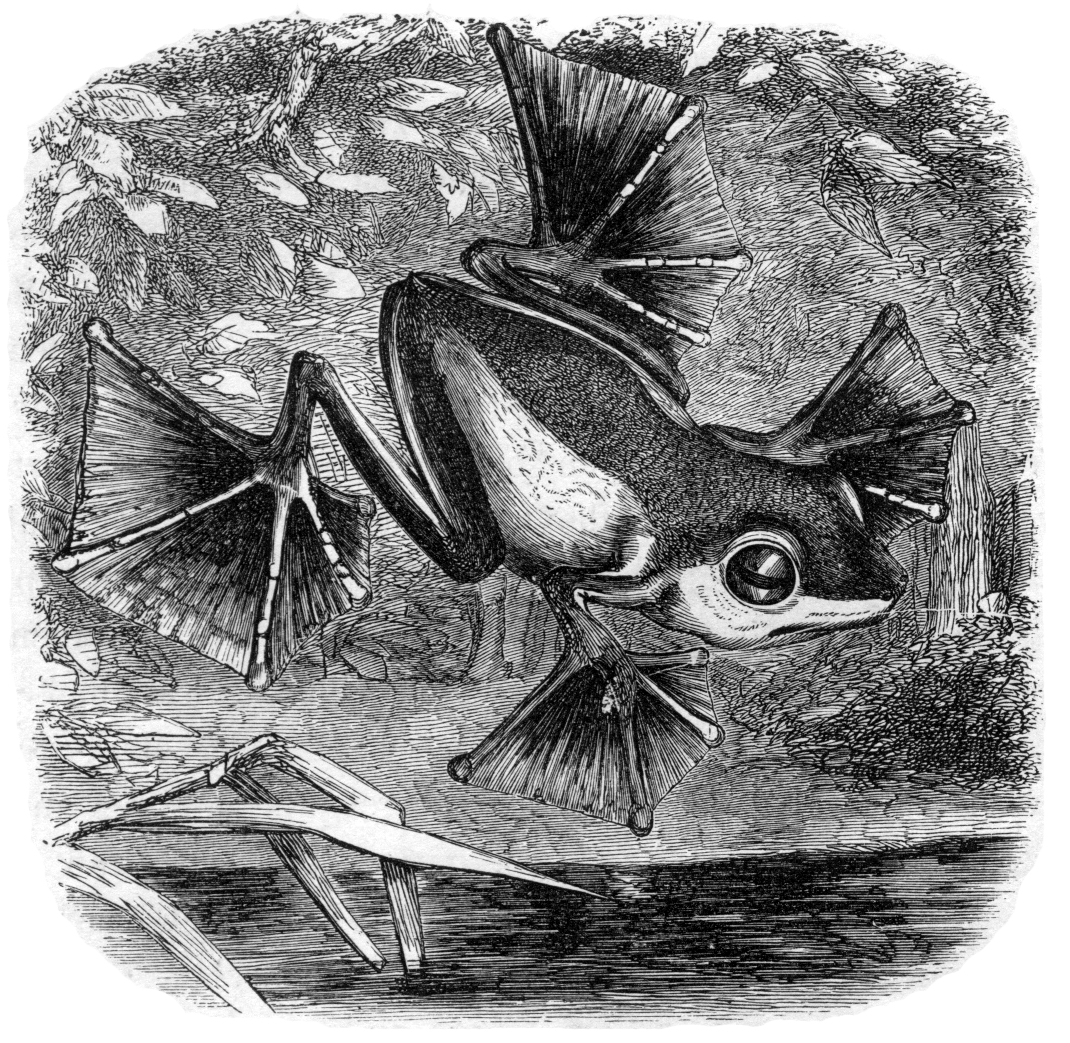
Wallace-Flugfrosch beim Gleitsprung (aus The Malay Archipelago, Wallace 1869)

Zwischen den Fingern und Zehen der Eigentlichen Ruderfrösche (Rhacophorus) aus Südostasien spannt sich eine Gleitmembran auf. Diese wird nach dem Absprung ausgebreitet und ermöglicht ein Gleiten von Baum zu Baum. Somit können die Tiere energiesparend und unter Vermeidung der gefährlichen Bodenregion ihren Lebensraum wechseln oder Fressfeinden entkommen.